# ゲニウス・ロキ
ゲニウス・ロキ（genius loci）はローマ神話における土地の守護精霊である。地霊と訳される。蛇の姿で描かれることが多い。欧米での現代的用法では、「土地の雰囲気」や「土地柄」を意味し、守護精霊を指すことは少ない。
例えば、ウィルトシャーのトケナム にある聖ジャイルズ教会堂はブリタンニア時代の材料で建設されたノルマン様式の教会で、壁面にゲニウス・ロキ像が彫られている。
アレキサンダー・ポープは庭園やランドスケープの設計においてゲニウス・ロキ（この場合は土地柄の意）が重要であることを「バーリントン卿リチャード・ボイルへの書簡IV」で次のように記している。
Consult the genius of the place in all;/That tells the waters or to rise, or fall;/Or helps th' ambitious hill the heav'ns to scale,/Or scoops in circling theatres the vale;/Calls in the country, catches opening glades,/Joins willing woods, and varies shades from shades,/Now breaks, or now directs, th' intending lines;/Paints as you plant, and, as you work, designs.
ポープの韻文はランドスケープ・アーキテクチャーの最も一般的な原則の1つの基礎を確かなものとした。それはすなわち、ランドスケープ設計は常にその土地柄や雰囲気に対応してなされるべきであるという考え方である。

## 芸術と建築
新合理主義の基本原則は、アプリオリ、元型、「ゲニウス・ロキ」の3つである。イタリアの建築家アルド・ロッシを先駆者とする新合理主義は、ジュゼッペ・テラーニの業績の再評価を考慮して発展し、ジョルジオ・グラッシがそれを推進した。土地柄や国柄の自然な表現を重視し過度な装飾を廃した新合理主義様式は、建築だけでなく芸術全般に支持を広げてきた。
近代建築理論において「ゲニウス・ロキ」は場所作りの深い意味を持ち、哲学の一分野である「現象学」にも関係している。この分野の建築論については、理論家クリスチャン・ノルベルグ＝シュルツの著書 Genius Loci: Towards a Phenomenology of Architecture（邦訳『ゲニウス・ロキ』）に詳しい。

## 現代のファンタジー
『ダンジョンズ&ドラゴンズ』や『ドレスデン・ファイル』といった現代のファンタジーでは、ゲニウス・ロキを土地や場所に宿った知的な霊や魔術的力としている。ゲニウス・ロキの多くは「その場所の一部」だったり、その場所に縛り付けられており、元々の場所から動くことはできない。描かれ方は様々だが、ゲニウス・ロキは一般に非常に強力でしかも知性が高いものとして描かれることが多い。その場所の中では全知全能なものとして描かれたり、魔力が溢れている場所として描かれたりする。その力がゲニウス・ロキの境界線を越えて発揮されることはほとんどない。
設定によってゲニウス・ロキの存在には様々な説明付けがなされている。ただし多くの場合、地縛霊や地霊が長い時間をかけて力を蓄えたものとされる。別の設定では、強力な魔術的イベントによってゲニウス・ロキが生成される。また、別の設定ではレイラインやマナのたまり場などの結果生じたものとされる。